# 霹靂奇俠傳之清香白蓮素還真
《霹靂奇俠傳之清香白蓮素還真》是大宇資訊制作，并於2000年7月15日在台灣發售的Windows角色扮演。游戏改编自霹雳布袋戏剧集《霹靂金光》和《霹靂眼》。游戏主人公为丑角葬儀業者秦假仙，劇情主軸是他靠著替人收屍，並且收刮死者身上遺物來維生。

## 遊戲玩法
裡面2D人物老秦為主，畫面45度斜角戰鬥，屬於回合制一打一回方式取得經驗值，迷宮和踩地雷走到回來一輪無重複小兵。

## 登場人物
主要角色：秦假仙、獨眼龍、金太極、紫霹靂、冷劍白狐、素還真、歐陽上智...等等
其他配角：劍藏玄、宇文天、談無慾、史菁菁、萬教武尊、霹靂公、黑白郎君、照世明燈...等等
還有隱藏角色李逍遙出現蜀山裡，老秦取得一本飛龍探雲手秘笈，算是客串演出角色了。

## 故事情节
這次在劇情上大膽採用秦假仙作為串場主角，隨着劇情引導一百八十年前的武林皇帝素還真出場大顯神通，一同揭穿白骨靈車之主的身份，和談無慾聯手共創武林十大名人榜，計破霹靂門，剷除黃山八珠聯，殲滅金臂會，智鬥天下第一智的歐陽上智。

## 開發日誌
《霹靂奇俠傳》由大宇资讯《仙剑奇侠传》和《轩辕剑》製作小組狂徒创作群的成员开发，制作人谢崇辉于1998年开始构思游戏。游戏原采用早期《仙剑奇侠传2》的引擎，但随着该版本的流产，游戏改用《轩辕剑叁》引擎制作，同时由Domo小组协助游戏美工部分。游戏有45分钟的配音，以及83分钟的过场动画；过场动画直接用霹雳布袋戏原版影片制作。谢崇辉在制作游戏的同时，还编写《轩辕剑叁》的支线情节。
《霹靂奇俠傳》于2000年7月15日在台湾发行，中国大陆版由晶合时代于2000年11月初代理发行。
大宇起初计划制作一系列霹靂奇俠傳游戏，包括《霹靂奇俠傳2 刀狂劍痴葉小釵》、《霹靂奇俠傳3 羅網乾坤崎路人》和《霹靂奇俠傳4 天下第一素續緣》。但随着製作人出走，制作小组解散，这些游戏的開發中止了。

## 外部連結
- 大宇SOFTSTAR
- 霹靂奇俠傳在巴哈姆特的頁面（繁體中文）